# 云雾中的雪花
《云雾中的雪花》，又译《雾凇》、《雾里霜挂》、《公主东北三省之旅游》，是诗琳通公主写作的一部游记，讲述的是1994年1月4日至1月18日，诗琳通公主第6次访华；在中国的北京市、辽宁省沈阳市、吉林省吉林市、长春市、黑龙江省哈尔滨市、黑河市等地游览了15天。